# جو الذرة (الحيمة الخارجية)

تعديل مصدري - تعديل

جو الذرة هي إحدى قرى عزلة الاعمور بمديرية الحيمة الخارجية التابعة لمحافظة صنعاء، بلغ تعداد سكانها 11 نسمة حسب تعداد اليمن لعام 2004.